# Queen (Geolier)
Queen è un singolo del rapper italiano Geolier, pubblicato il 31 luglio 2018.

## Video musicale
Il videoclip è stato pubblicato attraverso il canale YouTube del rapper.

## Tracce
1. Queen – 3:00